# سيئة السمعة (فلم 1946)
سيئة السمعة (بالإنجليزية: Notorious) فيلم دراما رومانسي، وكوميديا سوداء وتجسس أمريكي لعام 1946 من إخراج ألفريد هيتشكوك وبطولة كاري غرانت وإنجريد بيرجمان وكلود راينز في قصة ثلاثة أشخاص أصبحت حياتهم متشابكة بشكل وثيق أثناء عملية تجسس. تم تصوير الفيلم في أواخر عام 1945 وأوائل عام 1946. يعتبر النقاد والعلماء أن فيلم "سيئة السمعة" علامة فارقة بالنسبة لهيتشكوك فنياً، ولتمثيل نضج موضوعي متزايد. كتب كاتب سيرته الذاتية، دونالد سبوتو، أن الفيلم هو في الواقع المحاولة الأولى لألفريد هيتشكوك (وهو في سن السادسة والأربعين) لجلب مواهبه إلى إنشاء قصة حب جادة، وقصة رجلين يعشقان إنجريد بيرجمان لم يكن من الممكن صنعه إلا في هذه المرحلة من حياته".  تم اختيار الفيلم في عام 2006، لحفظه في السجل الوطني للأفلام بالولايات المتحدة في مكتبة الكونغرس باعتباره "مهمًا ثقافيًا أو تاريخيًا أو جماليًا".

## طاقم التمثيل
- كاري جرانت: في دور تي آر ديفلين
- إنجريد بيرغمان: في دور أليسيا هوبرمان
- كلود راينز: في دور الكسندر سيباستيان
- ليوبولدين كونستانتين: في دور السيدة آنا سيباستيان
- لويس كاليرن: في دور النقيب بول بريسكوت (ضابط في الخدمة السرية الأمريكية).
- رينهولد شونزل: في دور الدكتور أندرسون (المتآمر النازي)
- موروني أولسن: في دور والتر بيردسلي (ضابط آخر في الخدمة السرية)
- إيفان تريسو: في دور إيريك ماتيس (المتآمر النازي)
- الكسيس مينوتيس: في دور جوزيف (كبير خدم سيباستيان أليكس مينوتيس)
- والي براون: في دور السيد هوبكنز
- السير تشارلز ميندل: في دور العميد البحري
- ريكاردو كوستا: في دور الدكتور خوليو باربوسا
- إيبرهارد كرومشميت: في دور إميل هوبكا (متآمر نازي)
- فاي بيكر: في دور إثيل[4]

## أحداث الفيلم
يقوم العميل الحكومي الأمريكي تي آر ديفلين في أبريل 1946، بتجنيد أليسيا هوبرمان، الابنة الأمريكية لجاسوس نازي مُدان للتسلل إلى منظمة من النازيين الذين انتقلوا إلى البرازيل بعد الحرب العالمية الثانية.
أثناء انتظار أليسيا تفاصيل مهمتها في ريو دي جانيرو، تقع في حب دفلين. يتلقى ديفلين تعليمات لإقناع أليسيا بإغواء أليكس سيباستيان، أحد أصدقاء والدها والعضو البارز في المجموعة، ويفشل ديفلين في إقناع رؤسائه بأن أليسيا غير مناسبة للوظيفة. يضع ديفلين قناعاً رزيناً عندما يبلغ أليسيا بالمهمة، التي تستنتج أنه كان يتظاهر فقط بحبها كجزء من وظيفته.
يدعو سيباستيان أليسيا لتناول العشاء في منزله، حيث سيستضيف بعض رجال الأعمال، وتتطور العلاقة لتصل إلى زواج أليسيا من سيباستيان، بعد عودتها من شهر العسل، تتمكن أليسيا من إخبار ديفلين أن الحلقة الرئيسية التي أعطاها لها زوجها تفتقر إلى مفتاح قبو النبيذ الذي هو مخزن للمستندات.
يكتشف سباستيان حقيقة أليسيا، ويجب عليه إسكاتها، لكن لا يمكنه كشفها دون الكشف عن خطئه الفادح لزملائه النازيين، وعندما يناقش سيباستيان الوضع مع والدته، تقترح أن «تموت أليسيا ببطء» عن طريق تسميمها تدريجياً. سرعان ما تمرض، وخلال زيارة من صديق «سيباستيان» الدكتور أندرسون، تدرك أليسيا مكان تعدين اليورانيوم وما الذي يسبب لها المرض. تنهار أليسيا وتؤخذ إلى غرفتها، حيث تم إزالة الهاتف وهي أضعف من أن تغادر.
يشعر ديفلين بالذعر عندما تخفق أليسيا في الحضور في موعدهما لمدة خمسة أيام ويتسلل إلى غرفتها، حيث تخبره أن سيباستيان وأمه سمماها. يعترف ديفلين بحه لها، يخرجها من القصر على مرأى ومسمع من شركاء سيباستيان. يتماشى سيباستيان ووالدته مع قصة ديفلين بأن أليسيا يجب أن تذهب إلى المستشفى، وفي الخارج، يتوسل سيباستيان للذهاب معهم، مع العلم أن النازيين يشتبهون في الحقيقة، لكن ديفلين وأليسيا يبتعدان، تاركين وراءهم سيباستيان لمواجهة مصيره.

## استقبال الفيلم
كان فيلم «سيئة السمعة» هو الاختيار الرسمي في مهرجان كان السينمائي عام 1946. عرض الفيلم في مدينة نيويورك في 15 أغسطس 1946، بحضور هيتشكوك، وبرغمان، وغرانت.
حقق الفيلم 4.85 مليون دولار من إيجارات دور العرض في الولايات المتحدة وكندا في أول إصدار له، مما يجعله أحد أعلى الأفلام ربحًا لهذا العام. في الخارج، كسب 2.3 مليون دولار، مقابل إيجارات عالمية بقيمة 7.15 مليون دولار، مما أدى إلى ربح 1.010.000 دولار.
أشاد بوسلي كروثر بالفيلم وكتب في صحيفة نيويورك تايمز: «كتب السيد هيشت، وأخرج السيد هيتشكوك بأسلوب لامع، ميلودراما رومانسية مثيرة بقدر ما تأتي مخملية ناعمة في العمل الدرامي، حادة وواثقة في شخصياتها، ومشحونة بشدة بكثافة الجاذبية العاطفية الدافئة».
أشاد روجر إيبرت بالفيلم، مضيفًا إياه إلى قائمة «الأفلام العظيمة» ووصفه بأنه «التعبير الأكثر أناقة عن الأسلوب البصري للسيد هيتشكوك».
منح موقع الطماطم الفاسدة الفيلم تقييم مقداره 98% بناء على آراء 44 ناقد سينمائي، وكتب إجماع نقاد الموقع: «الاتجاه الرائع من هيتشكوك، والعروض المركزية الرائعة من إنجريد بيرجمان وكاري جرانت تجعل هذا كلاسيكية حسنة النية تستحق المشاهدة مرة أخرى».
يعد فيلم «سيئة السمعة» اعتبارًا من يناير2021، واحدًا من ثمانية أفلام فقط حصلت على درجة 100% (مثالية) على موقع مجمع نقاد الأفلام، ميتاكريتيك (يوجد فيلمين آخرين للمخرج هيتشكوك حصل كل منها على درجة 100% «النافذة الخلفية 1954 Rear Window» و«الدوار 1958 Vertigo»).
فيلم «سيئة السمعة» هو الفيلم المفضل لدى «باتريشيا هيتشكوك أوكونيل». قالت كاتبة سيرة هيتشكوك، شارلوت تشاندلر: «يا له من فيلم مثالي، كلما رأيت سيئة السمعة أكثر، أحبه أكثر».
تم ترشيح كلود راينز لجائزة الأوسكار لأفضل ممثل مساعد، وتم ترشيح بن هيشت لجائزة الأوسكار لكتابة السيناريو الأصلي.

## روابط خارجية
- مقالات تستعمل روابط فنية بلا صلة مع ويكي بيانات